# Helga Haase

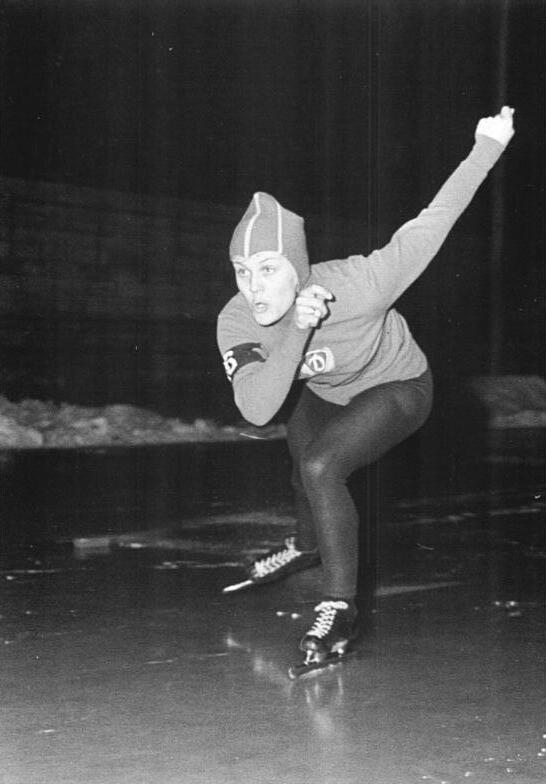
Helga Haase bei den Deutschen Meisterschaften im Eisschnelllauf am 4. Januar 1967 in Berlin.

Helga Haase, geborene Helga Obschernitzki (* 9. Juni 1934 in Danzig-Schidlitz; † 16. Juni 1989 in Berlin) war eine Eisschnellläuferin der DDR.

## Leben
Die Tochter einer Arbeiterfamilie flüchtete bei Kriegsende mit ihren Geschwistern aus Danzig nach Neumühle in Mecklenburg. Sie erlernte nach dem Besuch der Volksschule von 1949 bis 1952 den Beruf einer Buchhalterin und war anschließend im Beruf tätig. 1952 wurde sie Angehörige der Deutschen Volkspolizei (DVP) und war bis 1984 als Buchhalterin bei der DVP tätig, zuletzt im Range eines Majors.

## Sportkarriere
Ihre Karriere begann 1952, als sie sich mit 18 Jahren beim SC Dynamo Berlin vorstellte, der zu dieser Zeit Eisschnellläufer suchte. 1957 bis 1967 erreichte Haase 21 DDR-Meistertitel, davon neun Titel im Mehrkampf. Bei den Olympischen Winterspielen 1960 in Squaw Valley errang sie die Goldmedaille über 500 m, die Silbermedaille über 1000 m und den achten Platz über 1500 m. Als erste deutsche Eisschnellläuferin und als erste Sportlerin der DDR gewann Helga Haase eine Goldmedaille bei den Olympischen Spielen, und dies trotz des Verbots der Einreise für ihren Trainer. Im gleichen Jahr stellte sie den Mehrkampf-Weltrekord in Davos (Schweiz) auf. Bei den Olympischen Spielen 1964 in Innsbruck erreichte sie einen vierten Platz über 1000 m, einen fünften Platz über 1500 m sowie einen achten Rang über 500 m.

## Auszeichnungen
- 1960 wurde sie mit dem Vaterländischen Verdienstorden in Silber ausgezeichnet.[1]

## Sonstiges
1955 brachte sie ihre Tochter Cornelia zur Welt und heiratete daraufhin ihren Trainer Helmut Haase. Von 1961 bis 1979 war sie Mitglied des DTSB-Präsidiums und von 1965 bis 1984 Trainerin beim SC Dynamo Berlin. 1978 wurde ihr Enkelsohn Robert geboren. 1984 ging sie in Rente.